# La mummia rubata
La mummia rubata è un libro fantasy di Alberto Melis per bambini a partire dai 9 anni.

## Trama
Thothis, sfruttando i poteri del suo amuleto, ha visto chi ha cercato di cancellare il nome del defunto dalle pareti della tomba.
Assieme agli amici della banda del Sicomoro cerca di scovare quell'uomo misterioso.

## Edizioni
- Alberto Melis, La mummia rubata, Collana Il battello a vapore, Piemme, 2002,  p. 125, ISBN 88-384-7271-8.